# Bernhard Siegfried Albinus

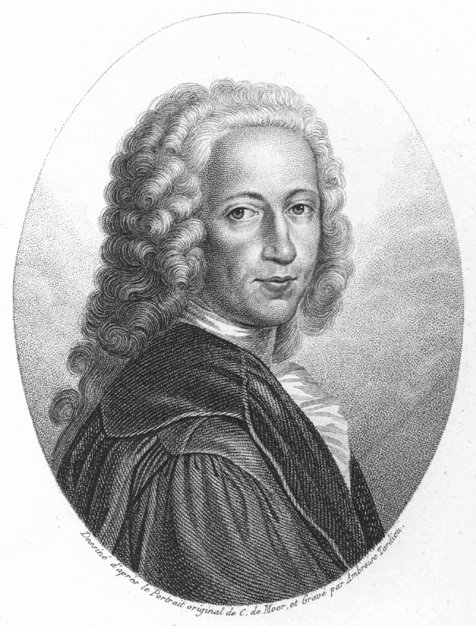
Bernhard Siegfried Albinus

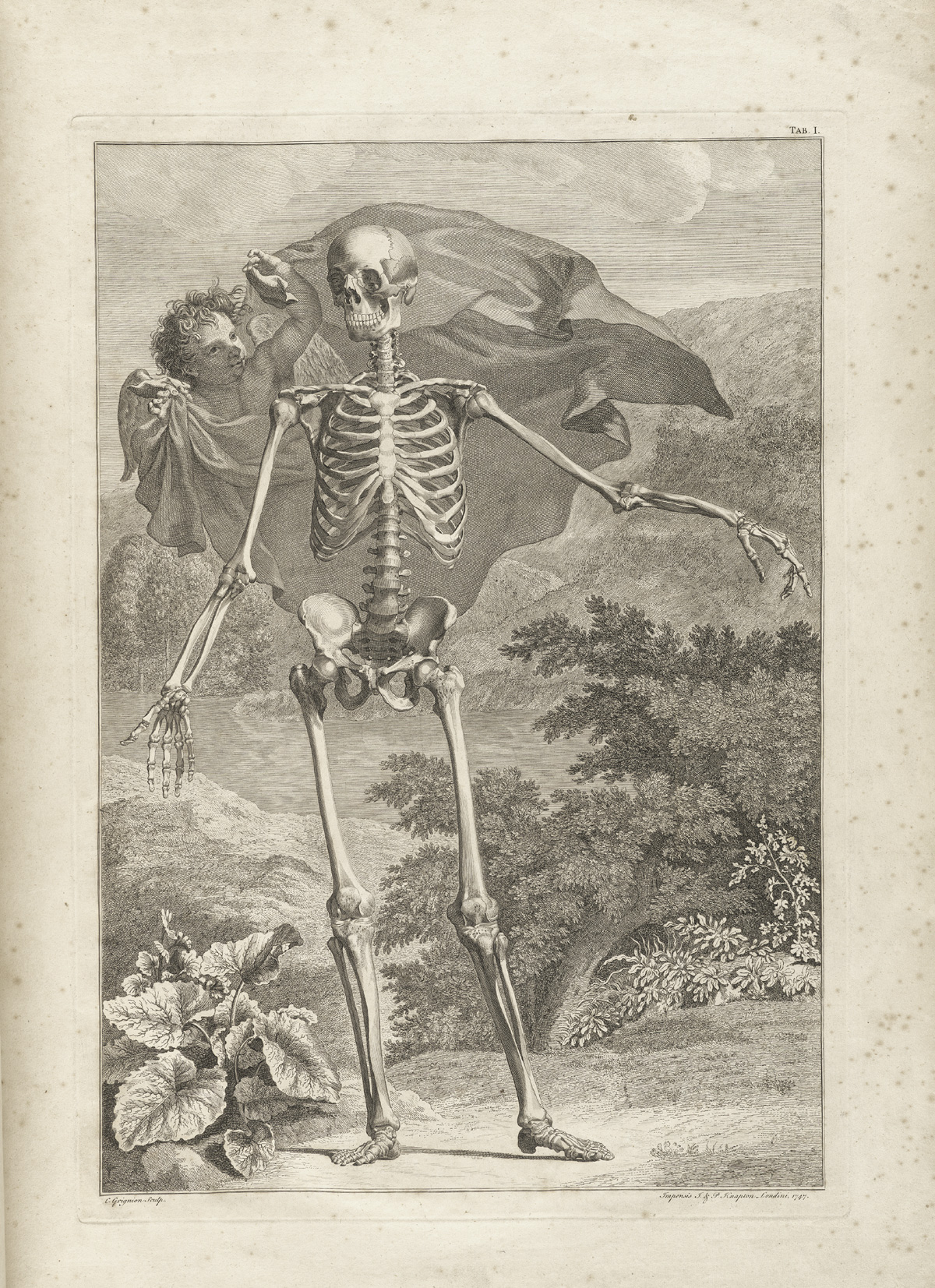
Een tekening uit Tabulae sceleti et musculorum corporis humani

Bernhard Siegfried Albinus (Frankfurt (Oder), 24 februari 1697 - Leiden, 9 september 1770) was een Nederlandse professor in de anatomie. Hij stamde uit de Duitse geleerdenfamilie Weiss, die in de 16e eeuw zijn naam veranderde in de Latijnse vorm ervan Albinus, zoals in die tijd gebruikelijk was in de academische wereld.

## Levensloop
Albinus werd geboren in de universiteitsstad Frankfurt aan de Oder, waar zijn vader, Bernhard Albinus (1653-1721), professor in de geneeskunde was. In 1697 verhuisde het gezin Albinus naar Berlijn en in 1702 naar Leiden, omdat de vader van Bernhard Siegfried daar een leerstoel in de geneeskunde ging bekleden. Bernhard Albinus begon zijn eigen studie ook aan de universiteit Leiden, met leraren als Herman Boerhaave en mogelijk Nikolaus Bidloo. Na zijn studie bekwaamde hij zich verder in de anatomie en botanie in Parijs, waar hij onder andere Sebastien Vaillant en Jacob Winslow als leraren aantrof. Na een jaar in Parijs werd hij in 1719 (22 jaar oud) gevraagd om in Leiden lessen anatomie en chirurgie te geven aan studenten, dankzij een aanbeveling van Boerhaave. Twee jaar later, in 1721 overleed zijn vader. Albinus volgde hem op als professor in de anatomie en chirurgie. Hij werd al snel een van de beroemdste professoren in de anatomie van Europa, en zijn colleges werden niet alleen door studenten gevolgd, maar ook door al praktiserende artsen. Albinus moedigde zijn studenten aan, zelf onderzoek te doen naar anatomische objecten, en niet alleen maar de reeds aanwezige anatomische afbeeldingen als leidraad voor hun studie te gebruiken. In 1745 werd hij benoemd tot professor in de geneeskunde, en hij werd in zijn oude leerstoel anatomie opgevolgd door zijn broer Frederick Bernhard Albinus (1715-1778). Bernhard Siegfried werd ook tweemaal tot rector benoemd van de universiteit. Hij woonde aan het Rapenburg 29. In 1765 trouwde hij met de weduwe van Lucas Trip: Clara Magdalena DuPeyrou.

## Anatomieboek
Albinus is waarschijnlijk het meest bekend om zijn boek Tabulae sceleti et musculorum corporis humani, dat voor het eerst gepubliceerd werd in 1747. Het boek bevat tekeningen en verhandelingen over de anatomie van het menselijke lichaam, en dan met name over het skelet en het spierstelsel. De tekeningen werden gemaakt door de tekenaar Jan Wandelaar (1690-1759). Om de wetenschappelijke juistheid van de anatomische illustraties te verbeteren, ontwierpen Albinus en Wandelaar een nieuwe techniek waarbij een soort raster geplaatst werd op een vaste afstand van het anatomische object, waardoorheen de tekenaar het object bestudeerde. Het raster vormde dan de leidraad voor de uiteindelijke tekening, die per vierkantje opgebouwd werd. Waar anatomische tekeningen vaak alleen het onderwerp laten zien met een witte achtergrond, bevatten vele tekeningen in Tabulae een ingetekende achtergrond met bijvoorbeeld een landschap of een dier. In de tijd van Albinus was hierop al kritiek, maar Albinus verdedigde Wandelaar. Het maakt de tekeningen ook nu nog aangenamer om te zien.